# 大山川 (愛知県)

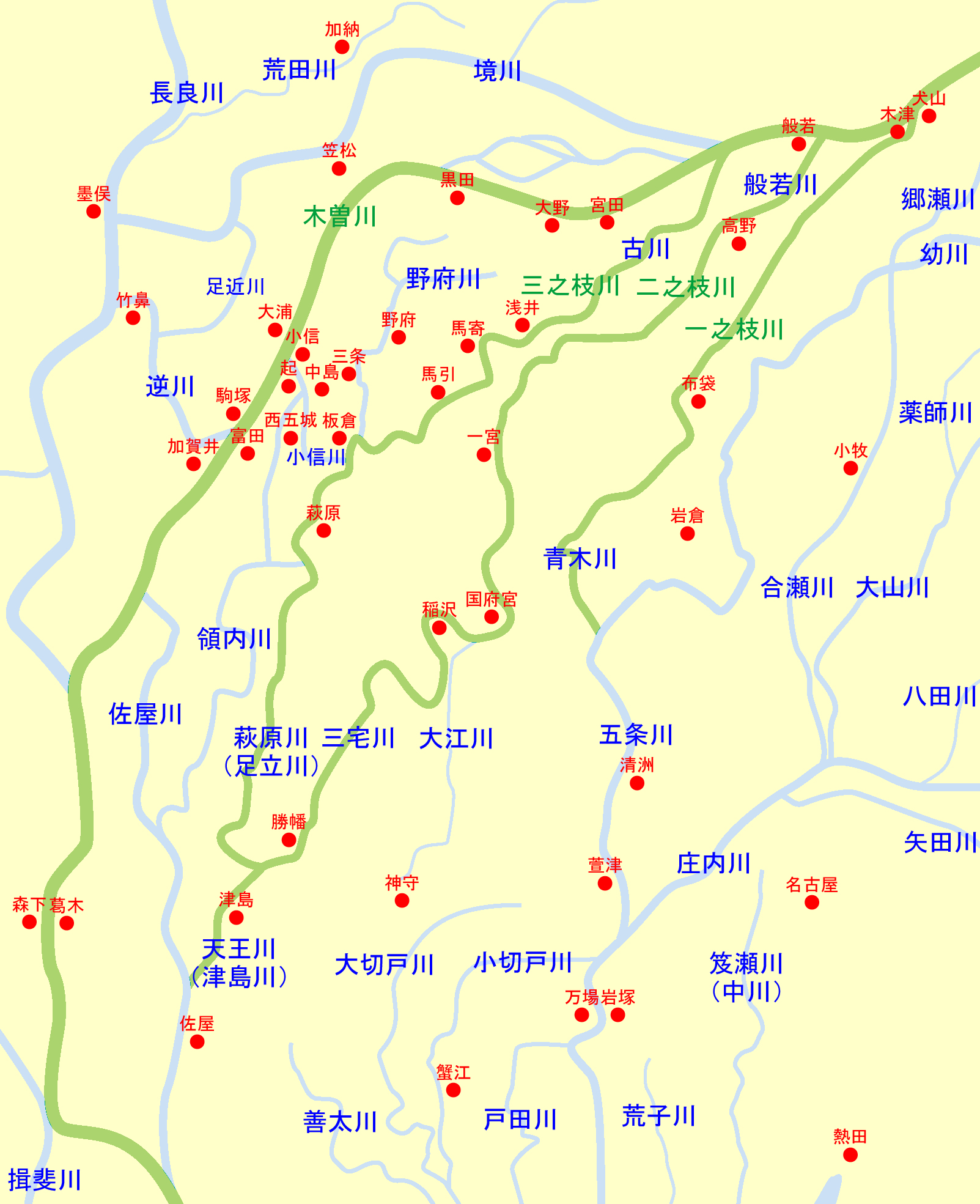
江戸時代初期の大山川下流部周辺の様子（緑は木曽川本川および主要派川）

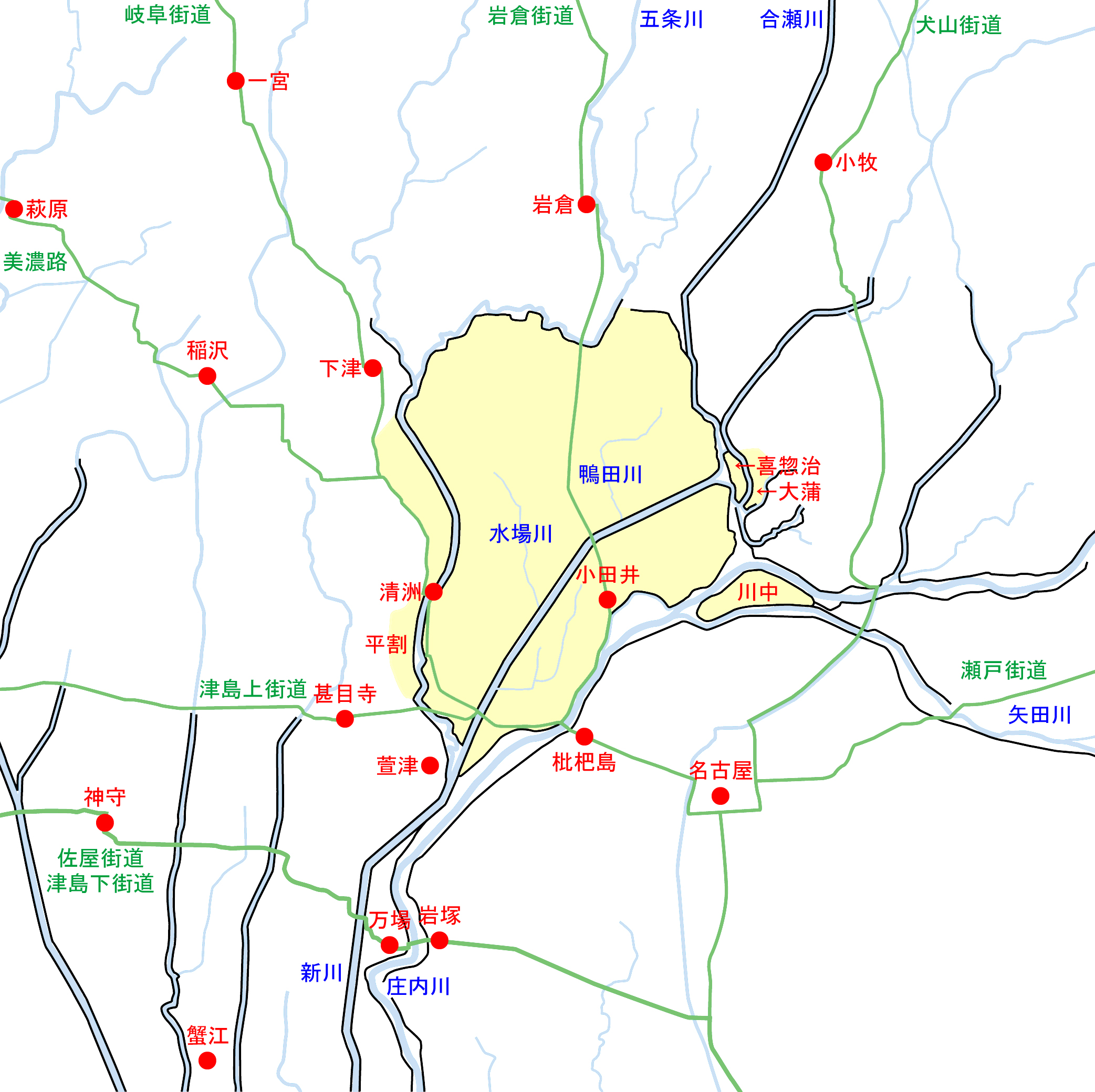
庄内川・新川流域の輪中の分布（黄着色部が輪中）。黒線は堤防、緑線は主要な街道などを意味するが、街道が堤防を通る場合は緑線で表示。赤字は主要な地名など。

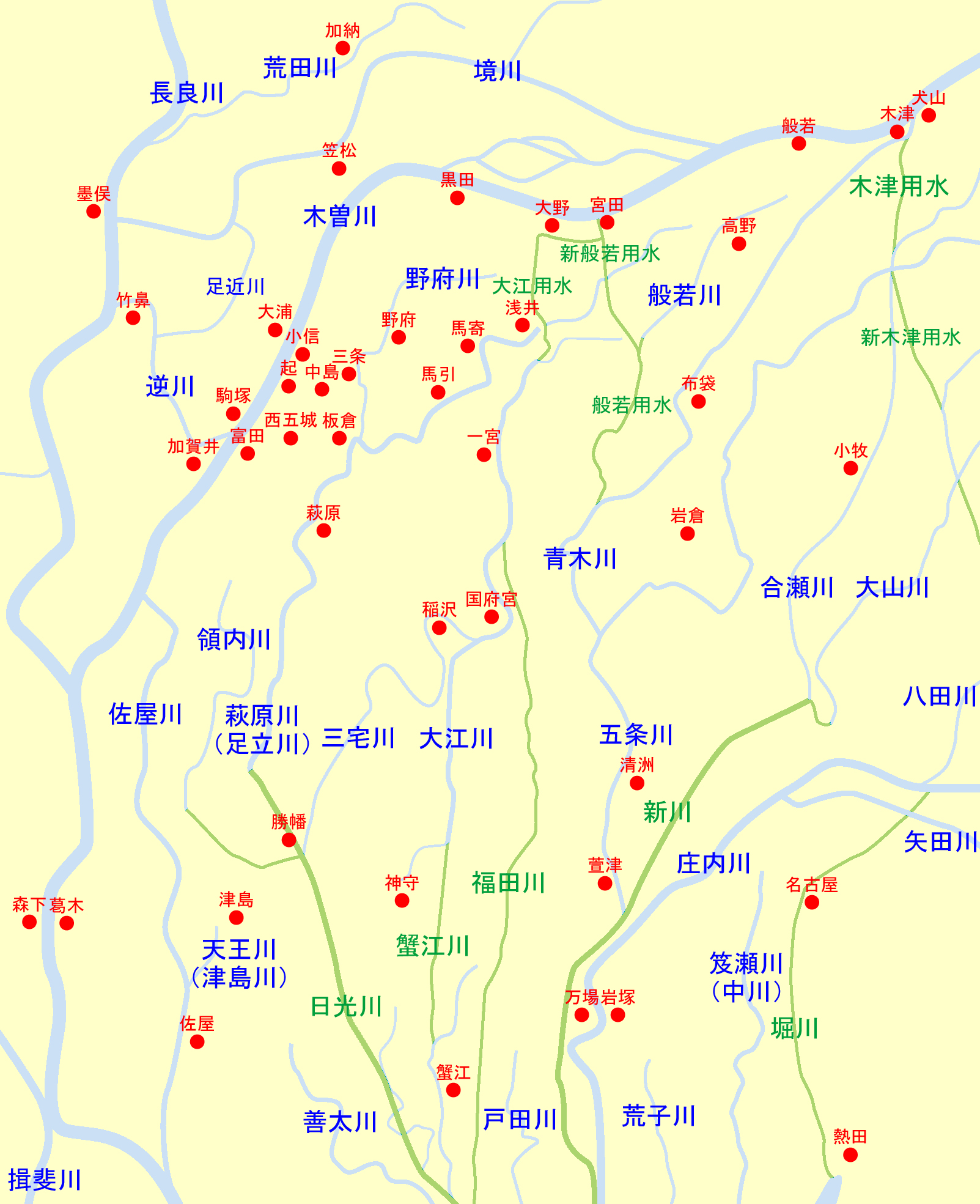
広い範囲の木曽川左岸水路体系図（緑は整備・開削された河川・水路）

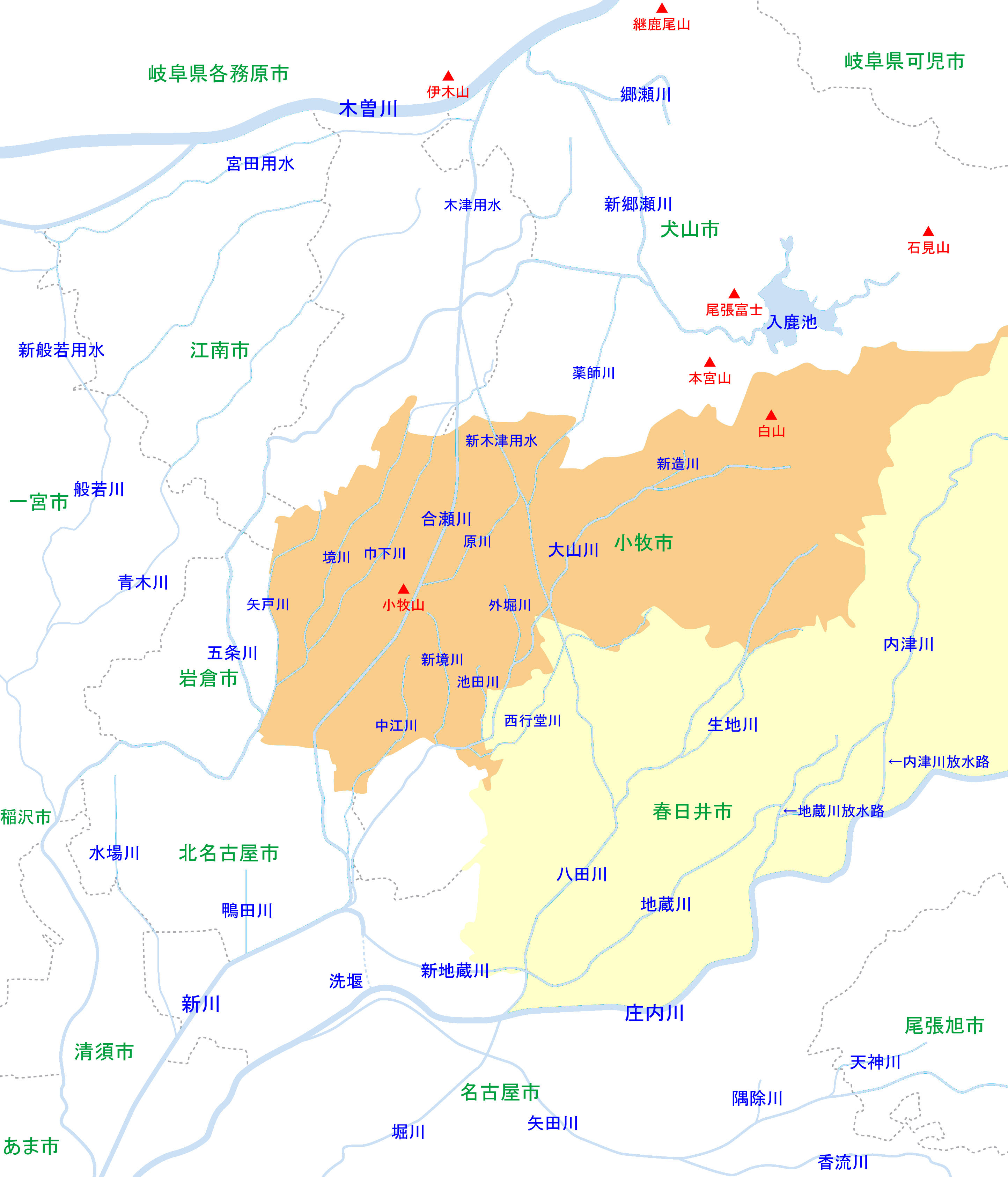
小牧市・春日井市周辺河川の位置関係図

大山川（おおやまがわ）は、庄内川水系の一級河川。愛知県小牧市・西春日井郡豊山町北名古屋市・名古屋市を流れる。

## 地理
愛知県小牧市東部の丘陵地帯にある砂防堰堤、鰻谷ダムに源を発する。小牧市東部を横断するように流れ、5つの川（道木川、池下川、新造川、新川、花塚川）が合流する。小牧市中南部では、新木津用水が交差する。春日井市を経て再び小牧市西南部へと入り、2つの川（池田川、西行堂川）が合流する。西春日井郡豊山町では新境川を合わせ、北名古屋市南部と名古屋市北区との境で、合瀬川に合流する。
源流付近では、周辺住民によりホタルが飼育されており、毎年6月頃のホタルが飛散する時期には、それにちなんだお祭りが行なわれている。またホタルに関連した公園 が川沿いに整備されている。
小牧市内の川沿いには田園が広がる中、工場も多く点在する。

## 歴史
江戸時代以前の大山川は、合瀬川とともに現在洗堰緑地が整備されている付近から庄内川本川に合流していた。現在の名古屋市周辺で小中支流が合流していた当時の庄内川は水害も多く、特に1757年（宝暦7年）の水害では庄内川右岸一帯の穀倉地帯が泥沼化する被害を受けた。この水害を受けて清洲14村の代表者が水害防止の嘆願運動を開始、尾張藩は1784年（天明4年）から1797年（天明7年）にかけて新川を開削し、庄内川右岸支流の五条川・合瀬川・大山川は新川に付け替えられた。
新川開削当時の大山川は喜惣治輪中（現在の名古屋市北区喜惣治）の周囲を沿うように大きく南へと迂回していたが、1927年（昭和2年）から始められた新川支流の改修工事の中で、1939年（昭和14年）に迂回部分が廃止され短距離で合瀬川に合流する現在の河道へと変更された。

## 支流
- 道木川 - 小牧市北東部で合流。
- 新造川 - 同上。
- 池下川 - 同上。
- 新川 - 小牧市中部で合流。
- 花塚川 - 同上。
- 外堀川 - 小牧市中部で新木津用水と分かれ、小牧市南西部で合流。
- 池田川 - 小牧市南西部で合流。
- 西行堂川 - 同上 。
- 新境川 - 西春日井郡豊山町北部で合流。
- 久田良木川 - 名古屋市北区と北名古屋市の境で、合流する。

## 写真集

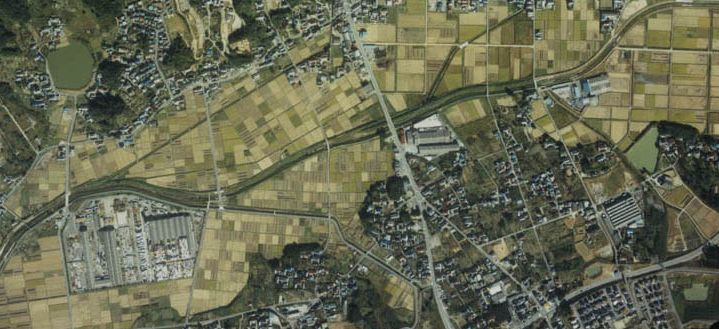
1987年度（昭和62年）に撮影された国土交通省 国土地理院 地図・空中写真閲覧サービスの空中写真を基に作成愛知県小牧市を流れる大山川上流部（写真右上から斜めに蛇行しながら流れるのが、大山川）。
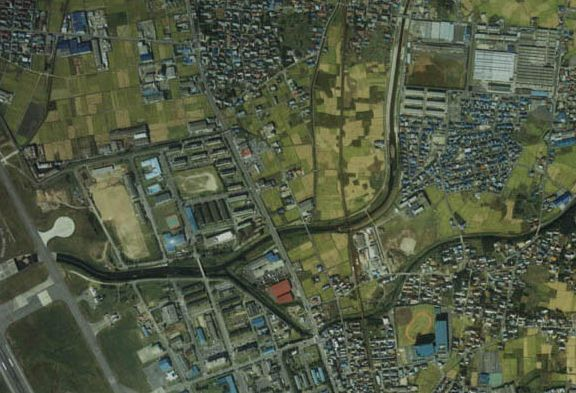
1987年度（昭和62年）に撮影された国土交通省 国土地理院 地図・空中写真閲覧サービスの空中写真を基に作成愛知県小牧市と春日井市、西春日井郡豊山町との境界近くを流れる大山川。
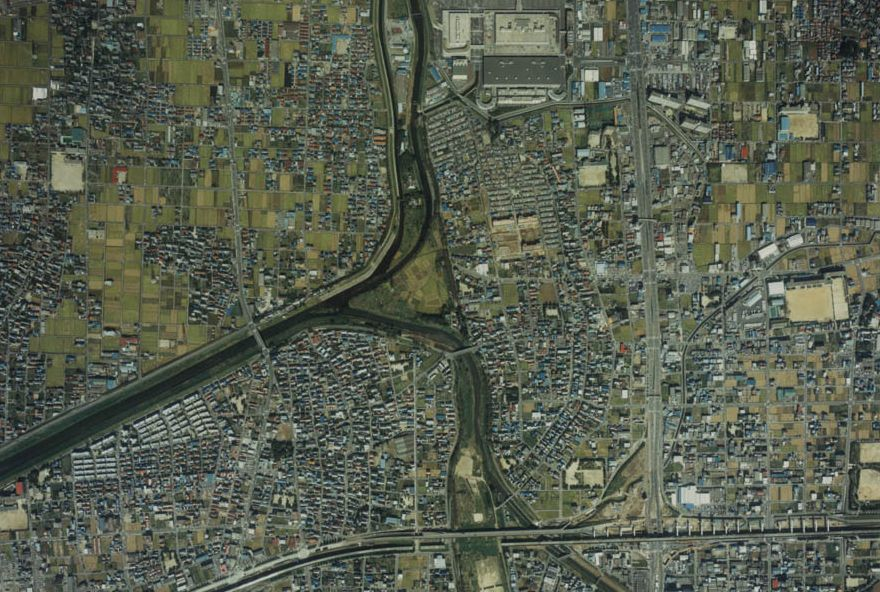
1987年度（昭和62年）に撮影された国土画像情報を元に作成。名古屋市北区と北名古屋市の境にある久田良木川との合流地点と、そのすぐ南の合瀬川への合流地点を撮影した航空写真。
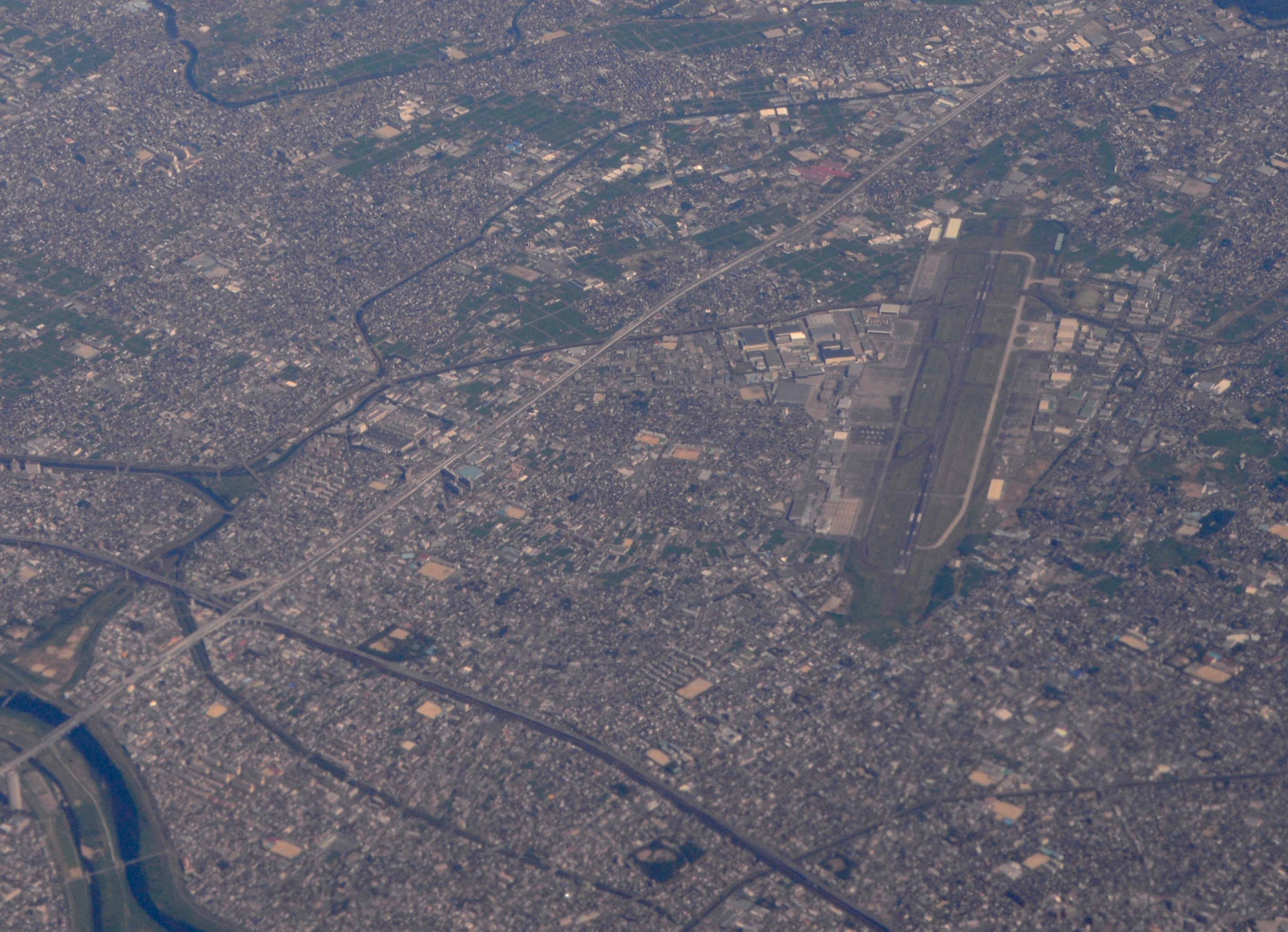
2019年撮影。新川との合流地点をより広い視点で見た航空写真。
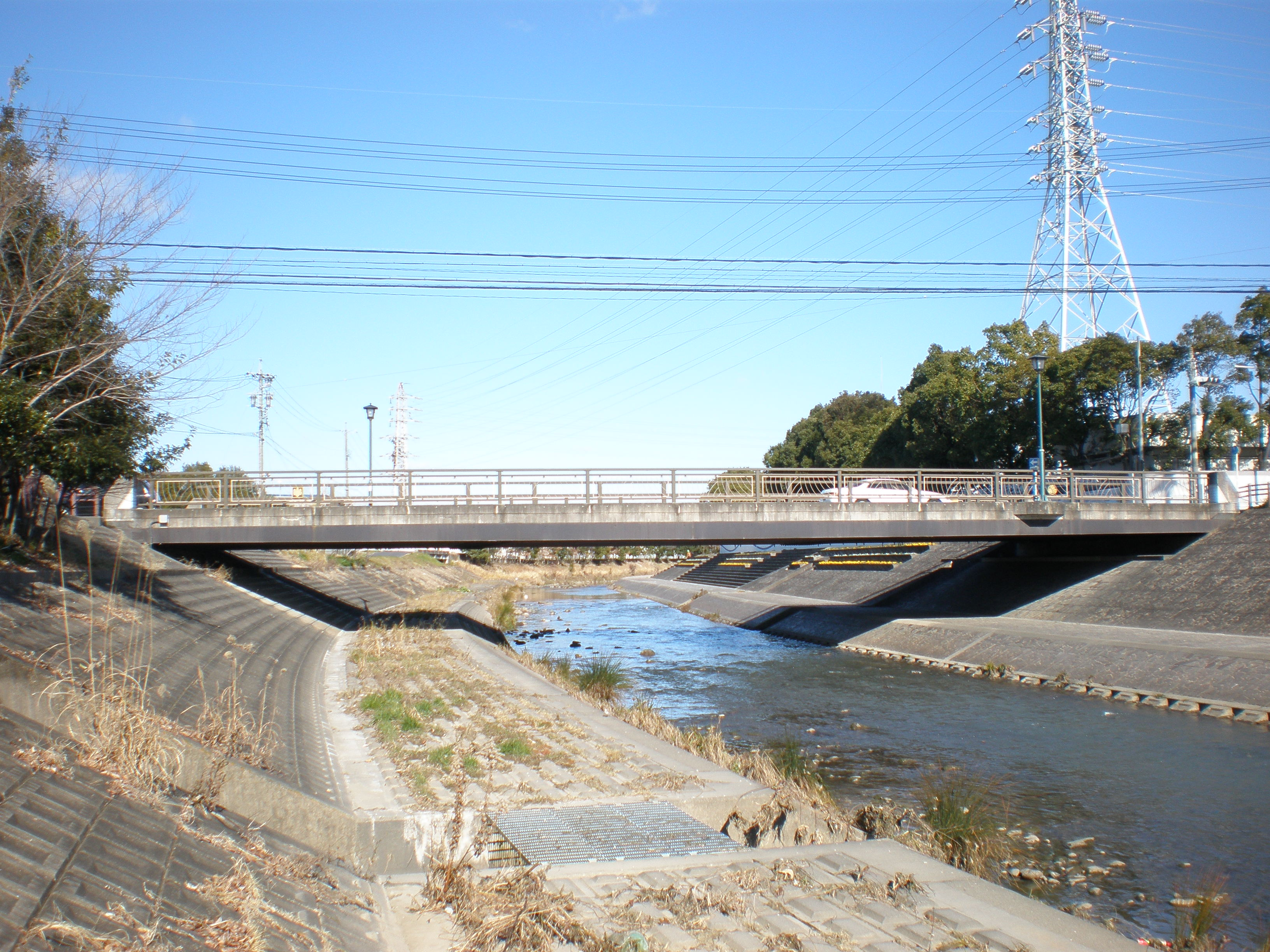
不発橋の下を流れる大山川（撮影日：2009年（平成21年）2月1日）。
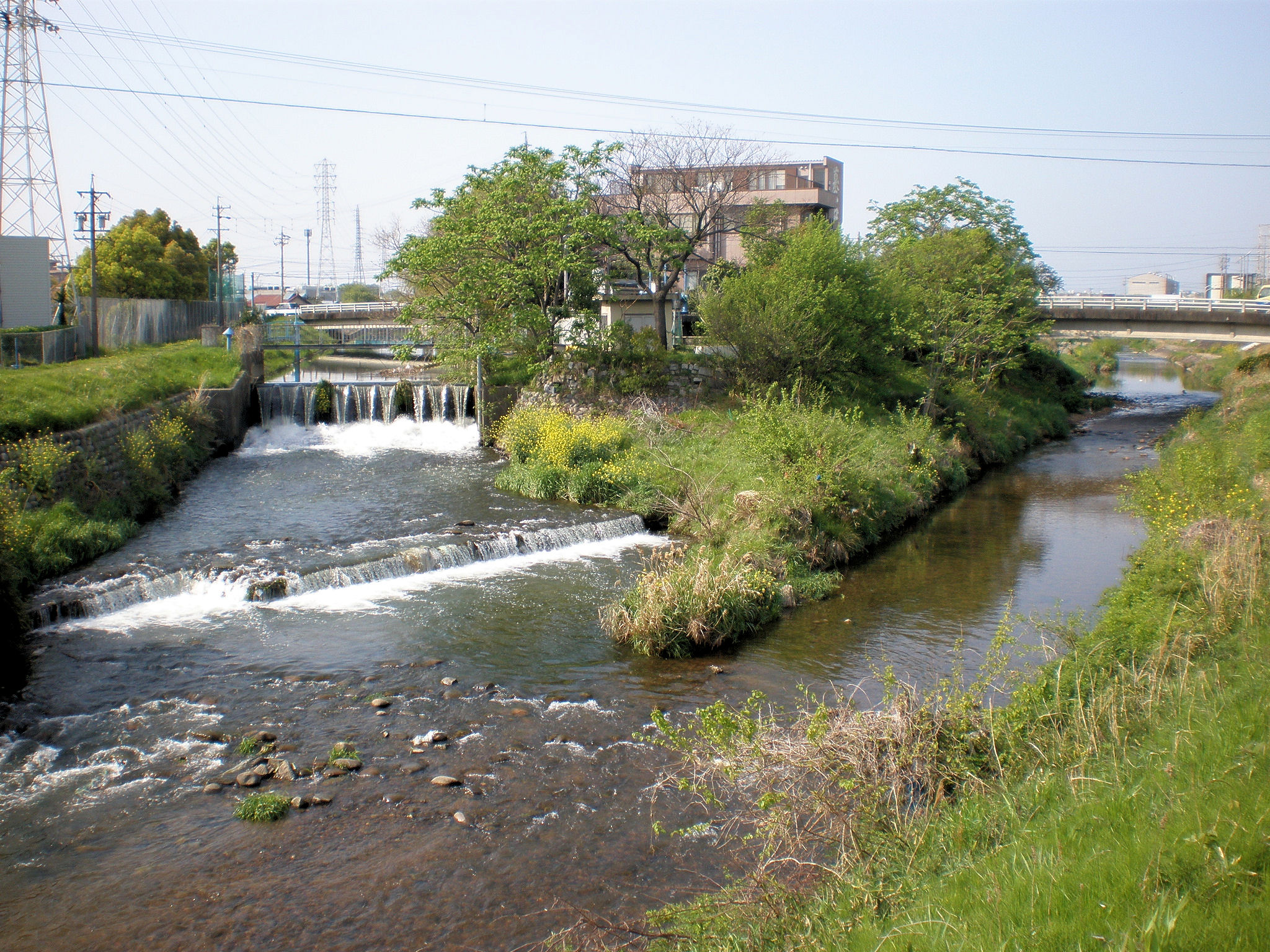
新木津用水との合流点（撮影場所：小牧市下末）。

## 関連書籍
- 『大山川放水路水理模型実験報告書～その3（1983年）』建設省土木研究所/著（建設省土木研究所河川部都市河川研究室、1983年）
- 『八田川・大山川放水路合流部水理模型実験報告書（1985年）』建設省土木研究所/著（建設省土木研究所河川部都市河川研究室、1985年）
- 『大山川の自然に親しむ会～創立5周年』大山川の自然に親しむ会/編（1987年）
- 『大山川～ 創立10周年記念誌』米野小学校区スポーツ振興会記念誌編集委員/編（米野小学校区スポーツ振興会、1990年）
- 『小牧の川・用水～小牧叢書19』小牧市文化財資料研究員会/編（小牧市教育委員会、2004年）